# 木原津與志
木原 津與志（きはら つよし、1909年9月28日 - 1971年4月17日）は、日本の政治家。日本社会党衆議院議員（6期）。弁護士。

## 経歴
長崎県出身。1932年日本大学法律科卒。卒業後は朝鮮に渡り、朝鮮総督府で検事をしていた。終戦後に引揚げ、長崎市で弁護士を開業した。長崎県労働委員会中立委員、同会長代理となり、1951年の長崎市長選挙では現職の大橋博に対抗する形で無所属で立候補したが、同じ弁護士の田川務に破れて落選した（現職の大橋も落選）。
その後、1952年第25回衆議院議員総選挙で長崎1区から日本社会党左派公認で立候補して初当選し、6回当選した。この間1963年の第30回衆議院議員総選挙で落選、1967年の第31回衆議院議員総選挙で復帰、1969年の第32回衆議院議員総選挙に出馬せず引退した。1971年死去。